# Živé.sk
Živé.sk je slovenský internetový deník společnosti Ringier Axel Springer SK. Jeho hlavní zájmovou oblastí jsou technologie, digitální životní styl a související témata. Založen byl v roce 1999.